# Ине (король Уэссекса)
Ине (англ. Ine; умер в 728, Рим) — король Уэссекса (688—726), родственник Кэдваллы.

## Биография
Ине стал королём Уэссекса после отречения Кэдваллы. Причины такого странного принципа престолонаследия не ясны. На тот момент ещё был жив Кенред, отец Ине.
Помимо Уэссекса, Ине получил в наследство только что покоренный Сассекс и бунтующий Кент. В Сассексе Ине посадил на престол своего родственника Нотхельма, а с Кентом заключил в 694 году мирный договор, получив тридцать тысяч фунтов в качестве вергельда за убийство Мула, брата Кэдваллы, во время кентского восстания в 687 году.
694 годом датирована «Правда Ине» — третий из известных англосаксонских сводов законов (первыми были «Законы Этельберта», вторыми — «Законы Хлотхере и Эдрика»). Его появление свидетельствует о том, что к началу VIII века в Уэссексе была достаточно сильная центральная власть, способная издавать законы и следить за их выполнением.
В 710 году Ине вместе с Нотхельмом победил корнуолльцев, возглавляемых Герреном ап Дунгартом, однако полностью изгнать кельтов с полуострова он не смог. Более того, в 722 году саксы потерпели поражение от кельтов на реке Хехил и на долгое время остановили свой натиск на запад. К этому времени в семействе Ине вспыхнул конфликт.
Согласно «Англосаксонской хронике» за 715 год, у Инэ произошел военный конфликт с королём Мерсии Кеолредом. Историки не упоминают ни о причинах, ни об обстоятельствах этой войны. Известно только, что эти оба короля имели между собой кровопролитную битву при местечке Вооден Берге (Воднербере), в провинции Уилтшир.
В 721 году Ине убил своего родственника Киневульфа. В 722 году Этельбурга, вдова убитого, разрушила королевский замок в Таунтоне, а Эльдбрит, брат Киневульфа, бежал в Сассекс и поднял там мятеж, длившийся три года. В 725 году ввёл налог для основания в Риме школы для обучения английских священников, а также для содержания гробниц Святого Петра и Павла; дань эта собиралась с каждого дома по 1 пенни в день святого Петра.
В 726 году Ине отрёкся от престола и отправился в паломничество в Рим. Там он основал приют для бедных английских пилигримов и умер в 728 году.
Жена Ине, Этельбурга Уэссекская, причислена Католической церковью к лику святых. Её день памяти — 8 сентября по григорианскому календарю.
К моменту отречения Ине под властью западных саксов были земли к югу от Темзы, от Кента на востоке до реки Тамар на западе.